# Гай Опий
Гай Опий (на латински: Gaius Oppius) e римски конник от 1 век пр.н.е. и довереник на Гай Юлий Цезар и Октавиан.
Гай Опий произлиза от старата фамилия на конници Опии. Той е в свитата на Цезар още през 61 пр.н.е. в Испания или най-късно в началото на галската война (58 пр.н.е.). Тук той е ръководител на службата по съобщенията. През 54 пр.н.е. той напуска Галия, заради заболяване и се връща в Рим като управител на Цезар. Заедно с Луций Корнелий Балб Стари, Авъл Хирций и Гай Вибий Панса Цетрониан той върши политическите задачи и кореспонденцията на проконсула.
След избухване на гражданската война с Помпей Гай Опий заедно с Балб е заместник на Цезар в негово отсъствие, макар че двамата не са още сенатори. След убийството на Цезар, Опий е в личната служба на неговия наследник и осиновен син Октавиан. Много бързо Опий става най-важен съветник на още младия Октавиан. Около 30 пр.н.е. Опий умира.
Опий пише биографични записки за Цезар и за Сципион Африкански. Също пише против Касий и Клеопатра.